# مالی رادینتسی
مالی رادینتسی (به صربی: Mali Radinci) یک منطقهٔ مسکونی در صربستان است که در Ruma municipality واقع شده‌است. مالی رادینتسی ۵۹۸ نفر جمعیت دارد.